# ビジーツー
ビジーツーは、2013年に結成されたビジーフォーのものまねを中心に活動する二人組ユニット。
アピール所属。

## メンバー
- ふじきイェイ!イェイ!（グッチ裕三のものまね）
- ゼンゴー（モト冬樹のものまね）

## 経歴
ふじきイェイ!イェイ!とゼンゴーは、2004年頃、新宿そっくり館キサラで出会うがまだその頃お互い一緒に組むとは思っていなかった。
2011年頃、たまたま再会しテレビオーディションの為だけに結成。
日本テレビのものまねグランプリに合格して30秒ショートショーのコーナーに出演し30秒クリア。その時、コロッケに激励されたのをきっかけに続けることを決意する。本戦にも出演。
ものまねグランプリに出演の時は、「ものまねビジーフォー」と名のっていた。
最近では個々の活動も精力的に行っている。

## テレビ
- ものまねグランプリ
- 人生が変わる1分間の深イイ話
- コロッケ千夜一夜
- スッキリ!!
- 爆笑そっくりものまね紅白歌合戦スペシャル